# آنتال آپرو
آنتال آپرو (مجاری: Apró Antal؛ ۸ فوریهٔ ۱۹۱۳ – ۹ دسامبر ۱۹۹۴) سیاست‌مدار کمونیست اهل مجارستان بود. او از ۱۹۷۱ تا ۱۹۸۴ ریاست مجلس ملی مجارستان را بر عهده داشت.
وی همچنین برندهٔ جوایزی همچون نشان انقلاب اکتبر شده‌است.